# میدان‌های نفتی نیجریه
میدان‌های نفتی نیجریه بالغ بر ۶ میلیارد بشکه نفت در خود جای داده‌اند که نیجریه را تبدیل به بزرگترین تولیدکننده نفت در قاره آفریقا نموده است. تولید نفت این کشور هم‌اکنون در حدود ۲ میلیون بشکه در روز است که توسط شرکت رویال داچ شل بهره‌برداری می‌شود.